# Lawrence Brandt
Lawrence Brandt ist ein professioneller US-amerikanischer Pokerspieler. Er ist zweifacher Braceletgewinner der World Series of Poker.

## Pokerkarriere

### Werdegang
Seine erste Geldplatzierung bei einem Live-Pokerturnier erzielte Brandt im November 2016 auf Malta, als er beim Battle of Malta den mit 46.500 Euro dotierten fünften Platz belegte. Im Juni 2017 war er erstmals bei der World Series of Poker (WSOP) im Rio All-Suite Hotel and Casino in Paradise am Las Vegas Strip erfolgreich und kam bei zwei Turnieren der Variante No Limit Hold’em in die Geldränge. Bei der WSOP 2019 erzielte er fünf Geldplatzierungen, dabei erhielt er sein höchstes Preisgeld von knapp 45.000 US-Dollar für seinen 240. Platz im Main Event. Bei der WSOP 2022, die erstmals im Bally’s Las Vegas und Paris Las Vegas ausgespielt wurde, entschied er ein Turnier in Pot Limit Omaha Hi-Lo für sich. Für seinen ersten Sieg bei einem Live-Turnier überhaupt wurde er mit einem Bracelet sowie einer Siegprämie von knapp 300.000 US-Dollar prämiert. Gut zwei Wochen später gewann der Amerikaner bei der Turnierserie auch ein Event in der gemischten Variante H.O.R.S.E. und sicherte sich sein zweites Bracelet und über 200.000 US-Dollar.
Insgesamt hat sich Brandt mit Poker bei Live-Turnieren mehr als 850.000 US-Dollar erspielt.

### Braceletübersicht
Brandt kam bei der WSOP 35-mal ins Geld und gewann zwei Bracelets:
| Jahr | Buy-in (in $) | Turnier                                      | Teilnehmer | Preisgeld (in $) |
| ---- | ------------- | -------------------------------------------- | ---------- | ---------------- |
| 2022 | 1500          | Pot-Limit Omaha Hi-Lo 8 or Better (8-Handed) | 1303       | 289.610          |
| 2022 | 3000          | H.O.R.S.E.                                   | 0327       | 205.319          |